# Alice Delysia
Henriette Alice Lapize, dite Alice Delysia, née à Paris 11e le 3 mars 1889 et morte à Brighton en Angleterre le 10 février 1979, est une actrice, danseuse et chanteuse française.
Elle a été la compagne de Georges Denis, secrétaire général du journal L'Intransigeant et l'épouse du diplomate de Joseph Holb-Bernard. Elle était la cousine du cycliste Octave Lapize.

## Théâtre
- 1913 : La Reine s'amuse, opérette d'André Barde, avec Régine Flory, à l'Olympia[3],[4].
- 1914 : Odds and Ends, revue à l'Ambassadors Theatre à Londres[5].

## Filmographie
- 1916 : She, de William G.B. Barker et Horace Lisle Lucoque : Ayesha
- 1934 : Prima Donna, de Victor Saville : Madame Valmond